# 長建寺 (京都市)
長建寺（ちょうけんじ）は、京都市伏見区にある真言宗醍醐派の寺院。山号は東光山。本尊は八臂弁財天。弁財天を本尊とする寺院は京都でもここだけである。（左記誤り。京都市左京区にある時宗雲水山東北院など他にも弁財天を本尊とする寺院はある。）また、京都で最も開花が早いといわれる枝垂れ桜「糸桜」があることで知られる。

## 歴史
豊臣秀吉の時代、伏見城のある伏見の町は政治の中心地として大いに賑わっていた。しかし、元和5年（1619年）に伏見城が廃城になると以後、伏見は衰退を余儀なくされた。
そこで、13代目伏見奉行の建部政宇（たけべまさのき）は、元禄12年（1699年）に中書島の開発や新たに壕川を開拓して交通の便を良くし、伏見を復興させようとした。その際に、深草大亀谷（現・伏見区深草大亀谷）にあった即成就院の塔頭・多聞院の建物を現在地に移転させ、新たな寺院を建立し、建部の一字「建」と長寿を願って「長」の字を採って長建寺と名付けた。これが当寺の起こりである。以降は伏見奉行の祈願所となっている。
また、即成就院は明治時代に即成院として復興され、泉涌寺の塔頭となっている。

## 境内
- 本堂 - 本尊の八臂弁財天（はぴべんざいてん）は鎌倉時代後期の作で、8本の腕を持った音楽・財富・智恵・延命を司る弁天様である。秘仏であり、毎年元旦から15日間のみ開帳される。室町時代には琵琶の名手・伏見宮貞成親王の持仏堂に祀られていたとされる。脇仏は珍しい裸形弁財天である。
- 庫裏
- マリア燈籠 - 江戸時代のキリシタン禁制時に造られた石燈籠。もとはこの付近にあったお茶屋の隠れ座敷に置かれていたものである。燈籠の下部には聖母マリアが刻まれており、当時のキリシタンたちが隠れて祈りを捧げていたという。
- 護摩堂
- 福富稲荷社
- 地蔵堂
- 弁天型灯籠 - 元禄12年（1699年）に建部政宇により奉納。
- 七重石塔
- 鐘楼 - かつて三十石船及び伏見町に時を知らせた。
- 朱色の土塀
- 山門（竜宮門）

## その他
- 閼伽水：伏見の名水、全硬度50 - 100。
- 伏見の弁天祭り：洛南の三大奇祭の一つ。みこしを中心に催されていたが、1951年（昭和26年）を最後に途絶える。
- 桜祭：4月第二日曜日。糸桜と呼ばれる早咲きのしだれ桜が有名。
- 節分祭（2月）、弁天祭（7月）：醍醐派の柴燈（さいとう）大護摩修行が行われる。
- 信仰：福徳・智恵・財宝、現世利益（げんぜりやく）。かつては淀川を往来する廻船の守護神、遊女の技芸上達の神として信仰を集めた。
- 観光用の十石船の発着場：山門前。
- 宝貝守り：江戸時代から伝えられている珍しい古銭型のお守り。
- おみくじ：鐘楼の下にある、和歌のおみくじ。

## 交通アクセス
- 京阪本線 中書島駅 徒歩3分